# Morpho marcus
Morpho marcus é uma borboleta neotropical da família Nymphalidae, subfamília Satyrinae e tribo Morphini, descrita em 1785 e nativa das Guianas, Venezuela, Colômbia, Equador, Peru e Brasil (Amazonas); pairando em florestas, em altitudes entre 300 a 1.000 metros. Visto por cima, o padrão básico da espécie (macho) apresenta asas de coloração azul iridescente com as pontas das asas anteriores de coloração enegrecida e duas marcações brancas na parte superior da mesma asa. Vista por baixo, apresenta asas de coloração castanha, com faixas mais claras e um número de seis ocelos em cada par (anterior e posterior - três em cada asa) de asas. O dimorfismo sexual é acentuado, com as fêmeas maiores, menos frequentes e sempre com asas de coloração castanha com desenhos característicos em branco.

## Hábitos
Adrian Hoskins cita que a maioria das espécies de Morpho passa as manhãs patrulhando trilhas ao longo dos cursos de córregos e rios. Nas tardes quentes e ensolaradas, às vezes, podem ser encontradas absorvendo a umidade da areia, visitando seiva a correr de troncos ou alimentando-se de frutos em fermentação.

## Subespécies
M. marcus possui três subespécies:
- Morpho marcus marcus - Descrita por Schaller em 1785, de exemplar proveniente do Suriname.
- Morpho marcus major - Descrita por Lathy em 1905, de exemplar proveniente do Peru.
- Morpho marcus intermedia - Descrita por Kaye em 1917, de exemplar proveniente do Peru (Iquitos).[6][8][10]

## EspécieMorpho adonis
Adrian Hoskins afirma que agluns taxonomistas ainda se referem a Morpho marcus pelo seu antigo nome, Morpho adonis, que agora é considerado como um sinônimo inválido.